# Édson Souza
Édson Souza, właśc. Édson Santana de Souza (ur. 12 grudnia 1964 w Santo André) – brazylijski piłkarz, występujący na pozycji pomocnika.

## Kariera klubowa
Karierę piłkarską Édson Souza rozpoczął w klubie Bonsucesso Rio de Janeiro w 1982 roku. W 1984 do bardziej znanego lokalnego rywala – Fluminense FC. W Fluminense 11 lutego 1984 w wygranym 1-0 meczu z Confiançą Aracaju Édson Souza zadebiutował w lidze brazylijskiej. Z Fluminense zdobył mistrzostwo Brazylii w 1984 oraz dwukrotnie mistrzostwo stanu Rio de Janeiro – Campeonato Carioca w 1984 i 1985. Ogółem w barwach Tricolor Édson Souza wystąpił w 54 meczach, w których strzelił 5 bramek.
W latach 1987–1988 występował w Cruzeiro EC. Z Cruzeiro zdobył mistrzostwo stanu Minas Gerais – Campeonato Mineiro w 1987 roku. W latach 1989–1993 Édson Souza był kolejno zawodnikiem: Bangu AC, Amériki Rio de Janeiro, São José EC i CR Vasco da Gama. Z Vasco da Gama zdobył mistrzostwo stanu w 1992 roku.
W barwach Vasco Édson Souza wystąpił ostatni raz w lidze brazylijskiej 31 maja 1992 w zremisowanym 0-0 meczu z Santosem FC. Ogółem w latach 1984–1992 w lidze brazylijskiej wystąpił w 50 meczach, w których strzelił 1 bramkę. W 1992–1993 występował w szwajcarskim FC Chiasso, z którym spadł z pierwszej ligi. W latach 1996–1998 był zawodnikiem drugoligowego portugalskiego União Madeira.
Karierę Édson Souza zakończył w Bangu AC w 2000 roku.

## Kariera reprezentacyjna
Édson Souza występował w olimpijskiej reprezentacji Brazylii. W 1983 roku uczestniczył w Igrzyskach panamerykańskich w Caracas na których Brazylia zdobyła brązowy medal. Na turnieju Édson Souza wystąpił we wszystkich trzech meczach reprezentacji Brazylii z Argentyną, Meksykiem i Urugwajem.